# 陳與相
陳與相（1545年—？），字卜野，號虛舟，浙江杭州府海寧縣人，明朝政治人物。

## 生平
萬曆元年（1573年）癸酉科浙江鄉試第三十六名舉人，五年（1577年）中式丁丑科會試第四十一名，三甲第二百二名進士。授吉水縣知縣，升四川按察司副使，二十七年（1599年）九月調貴州按察司副使，以考察落一級，後敘平播功，復原職，遇缺推用。三十八年（1610年）三月起為廣西按察司副使兼廣西布政使司右參議，四十一年（1613年）三月升貴州布政使司左參政。以曾孫陳元龍貴，贈光祿大夫，文淵閣大學士兼禮部尚書。

## 家族
曾祖陳晃；祖父陳經，壽官；父陳中漸。母嚴氏。慈侍下。兄陳與郊，弟陳與侯、陳與伯。